# پوراسه (کائوکا)
پوراسه (انگلیسی: Puracé, Cauca) نام شهری در کشور کلمبیا است.